# Wringin Agung (Jombang)
Wringin Agung is een bestuurslaag in het regentschap Jember van de provincie Oost-Java, Indonesië. Wringin Agung telt 13.392 inwoners (volkstelling 2010).